# William Allen (gouverneur)
Pour les articles homonymes, voir William Allen et Allen.
William Allen (né le 18 ou 27 décembre 1803, mort le 11 juillet 1879) est un homme politique américain démocrate, sénateur de l'Ohio entre 1837 et 1849, et gouverneur de l'Ohio entre 1874 et 1876.

## Biographie
William Allen est né à Edenton en Caroline du Nord en décembre 1803. Il commence très tôt sa carrière politique dans le parti démocrate. Après avoir été élu à la chambre des représentants pour l'État de l'Ohio, il est sénateur entre 1837 et 1849, battu lors de sa tentative pour un troisième mandat. Il se retire alors dans sa ferme qui appartenait à son beau-père Duncan McArthur (en). Il ne retourne dans le monde politique que près de 25 ans plus tard, en tant que gouverneur de l'État entre 1874 et 1876, s'étant présenté sans succès pour sa réélection en 1876.
Il meurt à Chillicothe en 1879.